# Hochstraß (Gemeinde Lockenhaus)
Hochstraß (ungarisch Kisostoros, Ostoros) ist eine Ortschaft und Katastralgemeinde der Marktgemeinde Lockenhaus im Bezirk Oberpullendorf im Burgenland in Österreich. Der Ort hat 193 Einwohner (Stand 1. Jänner 2024). Bis Ende 1970 war Hochstraß eine eigenständige Gemeinde.

## Geografie
Die Ortschaft liegt an den nördlichen Ausläufern des Günser Gebirges etwa 1 km oberhalb von Lockenhaus. Sie ist umgeben von ausgedehnten Waldflächen und liegt direkt östlich der Burgenland Straße (B 50).

## Geschichte
Der Ort gehörte wie das gesamte Burgenland bis 1920/21 zu Ungarn (Deutsch-Westungarn). Ab 1898 musste aufgrund der Magyarisierungspolitik der Regierung in Budapest der ungarische Ortsname der Ortschaft verwendet werden. Nach Ende des Ersten Weltkriegs wurde nach zähen Verhandlungen Deutsch-Westungarn in den Verträgen von St. Germain und Trianon 1919 Österreich zugesprochen. Seit 1921 gehört Hochstraß zum damals neu gegründeten Bundesland Burgenland (siehe auch Geschichte des Burgenlandes).
Am 1. Jänner 1971 wurde die bis dahin selbständige Gemeinde im Zuge des Gemeindestrukturverbesserungsgesetzes der burgenländischen Landesregierung mit den Gemeinden Glashütten bei Langeck, Hammerteich, Langeck im Burgenland und Lockenhaus zur neuen Gemeinde Lockenhaus zusammengelegt.

## Kultur und Sehenswürdigkeiten
- Römisch-Katholische Filialkirche Lockenhaus-Hochstraß hl. Anna: erbaut 1773, erweitert 1837 und 1977/78, renoviert 1983[4]
- Wegkapelle hl. Johannes Nepomuk: Kapellenbildstock von 1780 am östlichen Ortsende, quadratischer Bau mit Rundapsis, Säulenfront und Giebel

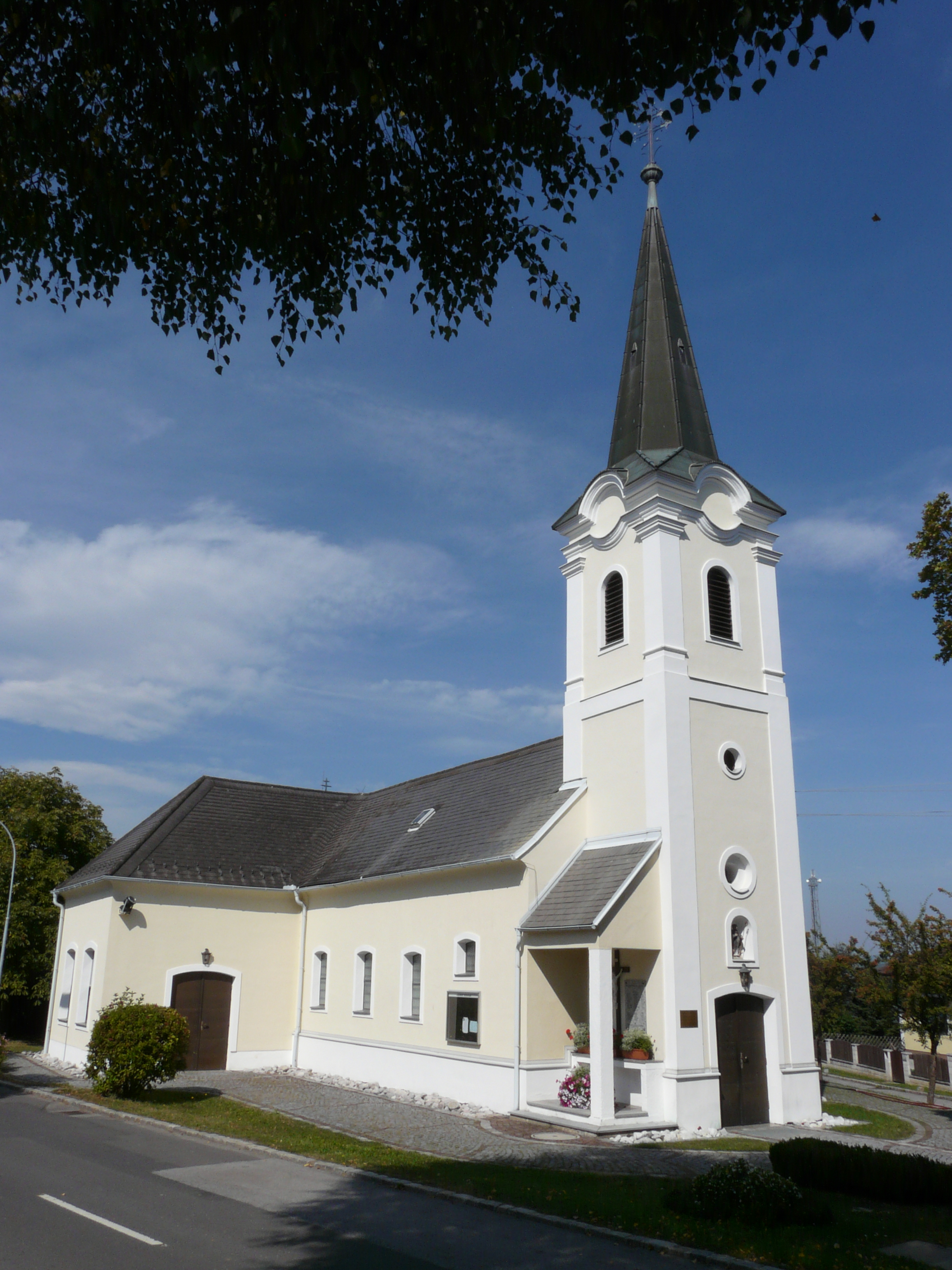
Filialkirche hl. Anna
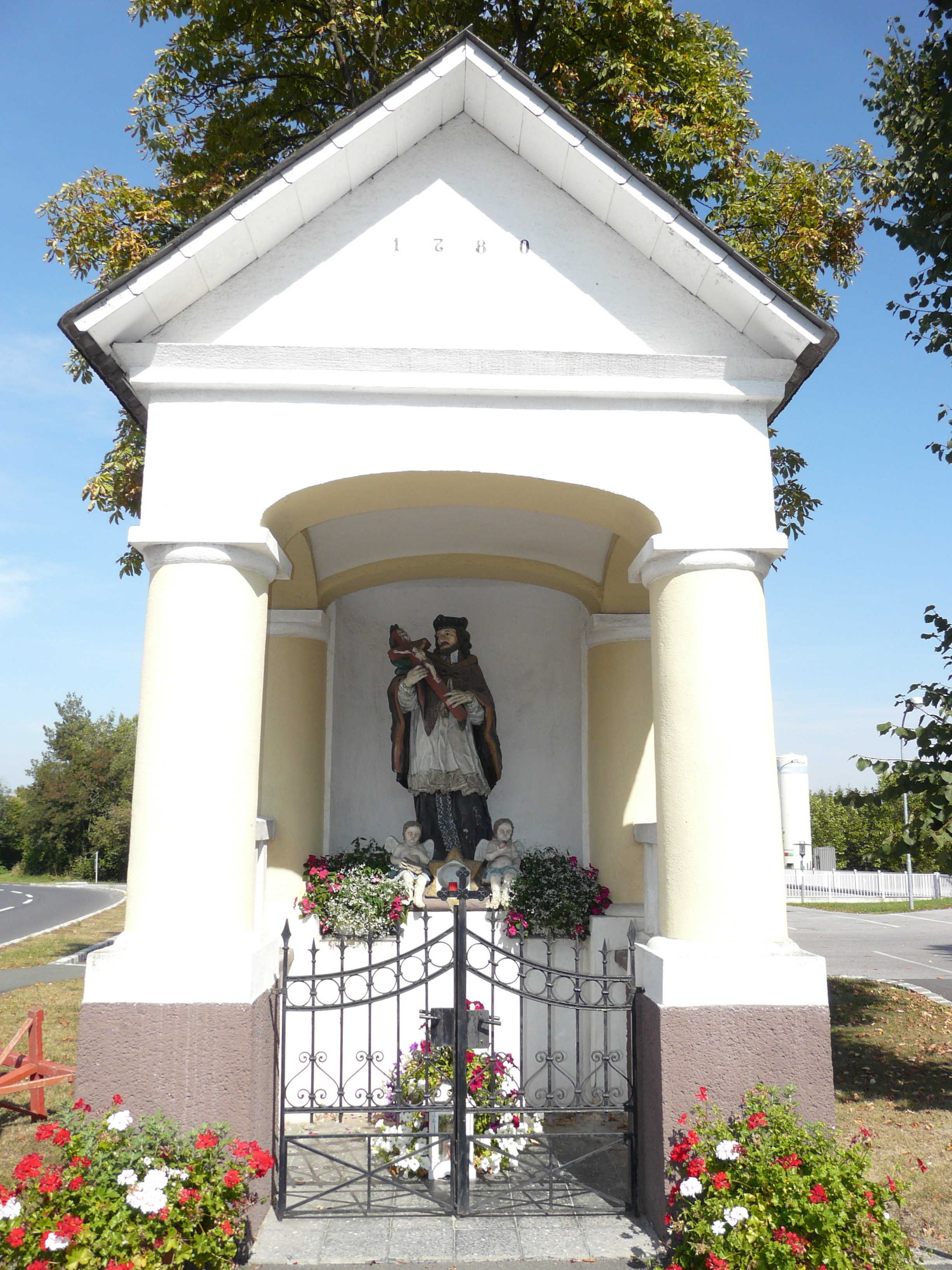
Nepomuk-Wegkapelle

## Wirtschaft
Das weltweit tätige Unternehmen BECOM Electronics GmbH beschäftigt an seinem Hauptsitz in Hochstraß 322 Mitarbeiter. Sein Geschäftsbereich sind Produktion, Handel, Vermarktung und Service von elektronischen Geräten.